# 안젤로 고든
안젤로 고든(Angelo, Gordon & Company)은 1980년 대 L.F. Rothschild의 국제 차익거래 부서를 함께 이끌었던 John M. Angelo와 Michael L. Gordon 이 1988년 11월 설립한 미국의 대체투자 운용사다.
안젤로 고든은 임직원이 100% 지분을 보유한 SEC 등록 기업으로, 현재 임직원 수는 약 350명이다. 안젤로 고든은 기업부실채권(credit), 부동산(real estate), 사모(private equity), 멀티 전략(multi strategy) 4가지 주요 투자 분야에 주력하고 있으며 부실 채권(distressed debt) 및 투자 부적격 등급 기업부실채권(non-investment grade corporate credit), 전환사채 및 합병 차익(convertible and merger arbitrage), 주택 및 소비자 채권(residential and consumer debt), 에너지 부문 직접 여신(energy direct lending), 부동산 사모(real estate private equity), 부동산 채권 및 대출(real estate debt and lending), 넷리스 부동산(net lease real estate), 사모(private equity), 멀티 전략(multi strategy), 미들 마켓 직접 대출 상품(middle market direct lending)을 판매한다. 안젤로 고든은 개방형(open-ended) 헤지 펀드 상품과 폐쇄형(closed-ended) 사모 상품 등 2가지 투자 구조를 제공한다.
뉴욕 시에 본사를 두고 있으며 워싱턴 DC, 샌프란시스코, LA, 시카고, 휴스턴, 런던, 암스테르담, 홍콩, 서울, 도쿄에 지사가 있다. 안젤로 고든은 임직원이 100% 지분을 보유한 SEC 등록 기업으로, 현재 임직원 수는 약 350명이다. 안젤로 고든은 기업부실채권(credit), 부동산(real estate), 사모(private equity), 멀티 전략(multi strategy) 4가지 주요 투자 분야에 주력하고 있으며 부실 채권(distressed debt) 및 투자 부적격 등급 기업부실채권(non-investment grade corporate credit), 전환사채 및 합병 차익(convertible and merger arbitrage), 주택 및 소비자 채권(residential and consumer debt), 에너지 부문 직접 여신(energy direct lending), 부동산 사모(real estate private equity), 부동산 채권 및 대출(real estate debt and lending), 넷리스 부동산(net lease real estate), 사모(private equity), 멀티 전략(multi strategy), 미들 마켓 직접 대출 상품(middle market direct lending)을 판매한다. 안젤로 고든은 개방형(open-ended) 헤지 펀드 상품과 폐쇄형(closed-ended) 사모 상품 등 2가지 투자 구조를 제공한다.

## 기업 연혁
John Angelo와 Michael Gordon은 부실 유가 증권(distressed securities), 리스크 차익거래(risk arbitrage) 및 전환사채 차익거래(convertible arbitrage) 분야에서 15년간 근무하며 구축한 전략을 바탕으로 안젤로 고든을 설립했다. 안젤로 고든은 1993년에 투자자들에게 안젤로 고든의 수많은 투자 전략을 아우르며 시장의 변화에 따라 전술적으로 배분을 할 수 있는 단일 펀드를 제안하기 위해 멀티 전략 플랫폼을 추가했으며 1998년에는 레버리지 론(leverage loan) 사업을 추가하여 부실 채권 부문을 확장했다.
안젤로 고든은 1990년부터 파산한 부동산 기업의 부실 채권에 투자하면서 부동산 매입을 시작했다. 1993년, 과도한 부채로 부동산 시장이 휘청거리자 안젤로 고든은 운영 이익 증대를 통한 자산 개선 및 리포지셔닝을 목표로 하는 Opportunistic 부동산 투자를 시작했다.
2002년 초, 파트너 네트워크를 활용하고 양질의 부동산을 매입할 수 있게 되면서 부동산 전략에 Core plus 부동산 투자를 추가했으며 2005년부터는 아시아 Opportunistic 부동산 투자를 통해 부동산 상품을 확대해왔다. 2008년의 세계 금융 위기와 2011년 유럽 금융 위기 이후, 유럽의 부동산 가격이 폭락하고 유동성이 급격히 위축되자 사업 전략에 유럽 부동산을 추가했다.
넷리스(net lease) 부동산 전략은 투자 등급 이하 세입자에 집중하는 전략으로 2005년 수립되었다. 안젤로 고든은 2006년 부동산 채권, 2008년 주택 및 소비자 채권을 추가하면서부동산과 여신을 혼합한 영역까지 사업을 확장했다.
2009년, 안젤로 고든은 민관 투자 파트너십(PIPP)을 통해 미국 재무부, 연방 준비 제도 이사회 및 연방 예금 보험사와 파트너십을 체결한 9개 사모 투자 전문 기업 중 하나로서 상당히 성공적인 투자 성과를 올렸다. 미국 정부는 세계 금융 위기 이후 얼어 붙은 여신 시장을 회복시키기 위해 선정된 기업들과 함께 투자를 집행했다.
안젤로 고든은 2013년 에너지 분야 기업들에게, 그리고 2014년 사모 스폰서 그룹 미들 마켓 차입자들에게 선순위 직접 담보 대출을 제공하여 2008년 금융 위기 이후 진행된 중소기업에 대한 은행권의 대출이 줄어든 환경을 적극 활용하였다.
2013년 10월, 뉴욕 시 퇴직 연금 CIO(최고 투자 관리자)였던 Larry Schloss가 공직을 사퇴하고 안젤로 고든의 사장으로 취임하였다. 2016년 3월, Mr. Schloss 사임.

## 주요 인사
- Mr. Michael L Gordon: 공동 설립자, 최고 경영자(CEO) 겸 최고 투자 관리자(CIO)

- Mr. Kirk Wickman: 최고 운영 책임자(COO)

- 공동 설립자 John M Angelo 2016년 사망[27]

## 수상 및 표창 경력
안젤로 고든의 포트폴리오 매니저들은 최근 수 년 간 여러 투자 전략을 통해 최고의 성과를 거뒀다. 2013년 블룸버그는 안젤로 고든의 CMBS 펀드 및 투자 부적격 등급 기업 부실채권 펀드를 직접 채권 부문(Directional Fixed Income)에서 가장 우수한 성과를 낸 펀드로 선정했으며, RMBS/ABS 펀드는 2013년 2013年과 2014년Barron의 100대 헤지 펀드로 선정되었다. 안젤로 고든의 대표 멀티 전략 펀드는 Business Insider 선정 2012년 100대 헤지 펀드및 블룸버그 선정 2013년 100대 대형 헤지 펀드로 인정 받았으며 2014년 CreditFlux Best Credit Multistrategy 상을 수상했다.

## 안젤로 고든은 세 가지 기본 투자 전략을 구사한다
- 비유동 전략 – 부실 유가 증권, 사모, 트리플 넷리스 및 부동산 등 다양한 투자 전략 포함
- 유동 전략 – 부실채권 투자 기회, 전환사채 차익 및 리스크 차익 거래
- 멀티 전략 – 안젤로 고든의 다양한 투자 분야에서 발생하는 매력적인 대체투자 기회 활용

## 참조
1. ↑  “Snapshot Overview for Angelo Gordon & Co LP”. Bloomberg. 2015년 6월 2일에 확인함.
2. ↑  “BUSINESS PEOPLE; 2 Officials at Rothschild Leaving to Start Firm”. New York Times. 2015년 6월 2일에 확인함.
3. ↑  “Snapshot Overview for Angelo Gordon & Co LP”. Bloomberg. 2015년 6월 2일에 확인함.
4. 1 2 3 4 5  “Profile”. IPE. 2015년 1월 12일에 원본 문서에서 보존된 문서. 2015년 6월 2일에 확인함.
5. ↑  “Snapshot Overview for Angelo Gordon & Co LP”. Bloomberg. 2015년 6월 2일에 확인함.
6. ↑  “Snapshot Overview for Angelo Gordon & Co LP”. Bloomberg. 2015년 6월 2일에 확인함.
7. ↑  “Snapshot Overview for Angelo Gordon & Co LP”. Bloomberg. 2015년 6월 2일에 확인함.
8. ↑  “Snapshot Overview for Angelo Gordon & Co LP”. Bloomberg. 2015년 6월 2일에 확인함.
9. ↑  “Snapshot Overview for Angelo Gordon & Co LP”. Bloomberg. 2015년 6월 2일에 확인함.
10. ↑  “Snapshot Overview for Angelo Gordon & Co LP”. Bloomberg. 2015년 6월 2일에 확인함.
11. ↑  “Snapshot Overview for Angelo Gordon & Co LP”. Bloomberg. 2015년 6월 2일에 확인함.
12. ↑  “Snapshot Overview for Angelo Gordon & Co LP”. Bloomberg. 2015년 6월 2일에 확인함.
13. 1 2  “Through the Cycle: Senior Secured Loans Poised to Perform” (PDF). Angelo, Gordon & Co. 2016년 3월 5일에 원본 문서 (PDF)에서 보존된 문서. 2015년 6월 2일에 확인함.
14. ↑  Hu, Bei (2009년 2월 3일). “Angelo Gordon Seeks Up to $1 Billion for Asia Real Estate Fund”. 2015년 6월 2일에 확인함.
15. ↑  “NYC's Angelo, Gordon aims at doubling European exposure to €1bn”. Property Investor Europe. 2014년 3월 9일. 2015년 1월 8일에 원본 문서에서 보존된 문서. 2015년 4월 13일에 확인함.
16. ↑  “Angelo, Gordon & Co. Announces Closing of AG Net Lease Realty Fund, L.P. With Commitments of $160 Million”. PR Newswire. 2007년 1월 22일. 2015년 9월 24일에 원본 문서에서 보존된 문서. 2015년 6월 2일에 확인함.
17. ↑  Kenly Waite, Susan (2011년 3월 24일). “Angelo Gordon Preps CMBS Fund”. Hedge Fund Intelligence. 2015년 6월 2일에 확인함.
18. ↑  “Jonathan Lieberman Profile”. Forbes. 2015년 1월 8일에 원본 문서에서 보존된 문서. 2015년 6월 2일에 확인함.
19. ↑  “Jonathan Lieberman Profile”. Equilar Atlas. 2016년 3월 2일에 원본 문서에서 보존된 문서. 2015년 6월 2일에 확인함.
20. ↑  “Public-Private Investment Program-”. US Department of the Treasury. 2015년 6월 2일에 확인함.
21. ↑  Dash, Eric (2010년 8월 26일). “A Big Surprise: Troubled Assets Garner Rewards”. The New York Times. 2015년 6월 2일에 확인함.
22. ↑  Comtois, James (2013년 9월 2일). “Managers make hay with toxic mortgage funds”. Pensions and Investments. 2015년 6월 2일에 확인함.
23. ↑  “GE Capital Real Estate and Angelo, Gordon & Co. Pre-Qualified as Legacy Securities Fund Manager for the U.S. Department of the Treasury’s PPIP Program”. Businesswire. 2009년 7월 8일. 2015년 4월 13일에 확인함.
24. ↑  “Angelo Gordon hires energy team for credit investments”. Reuters PE HUB. 2013년 10월 25일. 2015년 6월 2일에 확인함.
25. ↑  “Angelo, Gordon & Co. to launch middle-market direct-lending business”. 《LeveragedLoan.com》. 2015년 6월 2일에 확인함.
26. ↑  Braun, Martin Z. (2013년 10월 10일). “NYC Investment Chief Schloss Headed to Angelo, Gordon”. Bloomberg. 2015년 6월 2일에 확인함.
27. ↑  Moyer, Liz (2016년 1월 4일). “John Angelo, Investor and Co-Founder of Angelo Gordon, Dies at 74”. New York Times. 2016년 4월 21일에 확인함.
28. 1 2  “The 100 Top-Performing Large Hedge Funds”. Bloomberg. 2013년 1월 4일. 2015년 6월 2일에 확인함.
29. ↑  Uhlfelder, Eric (2013년 5월 18일). “Best 100 Hedge Funds”. Barron's. 2015년 4월 13일에 확인함.
30. ↑  Uhlfelder, Eric (2014년 5월 17일). “Our Top 100 Hedge Funds”. Barron's. 2015년 4월 13일에 확인함.
31. ↑  “The 100 Most Successful Hedge Funds Of 2012”. Business Insider. 2015년 4월 2일에 확인함.
32. ↑  “The 100 Top-Performing Large Hedge Funds”. Bloomberg. 2013년 1월 4일. 2015년 6월 2일에 확인함.
33. ↑  “CLO Opportunities Symposium & Manager Awards” (PDF). Creditflux. 2015년 4월 13일에 원본 문서 (PDF)에서 보존된 문서. 2015년 1월 8일에 확인함.
34. ↑  Davidson, Tom (2014년 5월 29일). “Recognizing the Best in Credit”. Creditflux. 2015년 6월 2일에 확인함.